# Melzerella costalimai
Melzerella costalimai là một loài bọ cánh cứng trong họ Cerambycidae.